# Franz Xaver Oetzinger
Franz Xaver Oetzinger (* 29. Mai 1888 in Seeshaupt; † im 20. Jahrhundert) war ein deutscher Landrat.

## Leben
Nach dem Abitur am Theresien-Gymnasium München absolvierte Franz Xaver Oetzinger ein Studium der Rechtswissenschaften und Nationalökonomie an der Ludwig-Maximilians-Universität München und legte 1912 die erste juristische Staatsprüfung ab. Seinen Militärdienst leistete er als Einjährig-Freiwilliger und begann mit dem Vorbereitungsdienst (Referendariat), der durch seinen Einsatz im Ersten Weltkrieg unterbrochen wurde. 1920 folgte das Große juristische Staatsexamen und anschließender Verwendung als Regierungsassessor. Zum 1. November 1920 wurde er als Bezirksamtmann Leiter der Verwaltung im Bezirksamt Neumarkt in der Oberpfalz. 1929 wurden ihm Titel und Rang eines Regierungsrats verliehen, mit gleichzeitiger Abordnung an das Oberbergamt München. Vom 1. Februar 1936 an leitete er als Bezirksamtsvorstand (ab 1939 Landrat) das Bezirksamt Viechtach (ab 1939 Landkreis Viechtach). Von August 1942 bis Mai 1945 war er zur Bezirksregierung  Schleswig abgeordnet. Mit dem Ende des Krieges im Mai 1945 wurde er seiner Ämter enthoben und bis Ende Juli 1945 interniert. Im Entnazifizierungsverfahren wurde er von der Spruchkammer Viechtach als Mitläufer eingestuft. Damit konnte er im März 1948 als Angestellter bei der Behörde, deren Leiter er war, beginnen. Er wurde in das Beamtenverhältnis übernommen und Regierungsrat und zum 1. September 1950 Oberregierungsrat.
Am 21. April 1954 wurde Oetzinger in den Ruhestand verabschiedet.
Zum 1. Mai 1937 war er in die NSDAP eingetreten. Von 1934 bis 1936 war er Mitglied der SA.